# 萬特

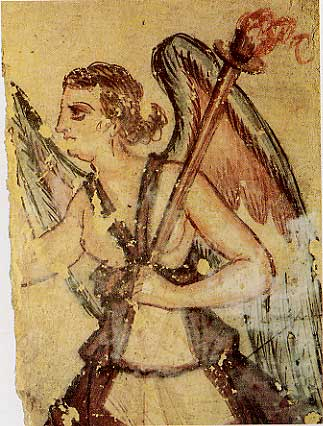
位於塔爾奎尼亞的一個墓穴中畫有萬特的壁畫，畫中的萬特背長雙翼，手持火炬，袒胸露乳，身上僅穿十字交叉帶

萬特（Vanth，一譯范斯）是伊特魯里亞神話中的陰間使者，她於伊特魯里亞的喪葬藝術品（如陵墓壁畫及石棺）中以各種形式出現。萬特是伊特拉斯坎神話中的陰間女魔，經常與其他萬特或另一位惡魔哈倫出現（Charun）。若干較早期的銘刻提及過萬特的名字，但萬特與哈倫的形象皆只見於伊特拉斯坎藝術的中期階段，時間約為公元前400年初。萬特沒有真正相應的希臘神祇，她通常（而非經常）以有翼的形象出現。儘管在希臘神話中並沒有真正的對應者，特別是在較古老的典籍中，萬特曾被視為希臘神話中的厄里倪厄斯。她幾乎經常於伊特魯里亞的藝術品中以仁慈嚮導的形象出現，但憑此以為她不是復仇女神（如孚里斯（Furies）所代表的一樣）的話，恐怕這是個錯誤的聯想。萬特的其他形象包括：手持火炬、鑰匙或書卷；她經常袒胸露乳，僅在胸前穿上十字交叉帶子，雙腳穿獸毛靴，身上穿卷曲短袍，有時就只穿一對袖子（unattached sleeves）。事實上，謝富勒（C. Scheffer）認為萬特所穿的是女獵人的裝束。

## 形象與象徵
萬特以不同形式在伊特拉斯坎藝術中出現，最常見的形象包括劊子手及兇手（特洛伊組詩中有所提及）。有時候，她會在地上浮現，像在丘西發現的骨灰甕一樣。有時她甚至可見於骨灰甕旁，作為獨立雕塑裝飾。此外，萬特擔任靈魂嚮導（psychopompos），接引並護送死者，萬特會與亡靈一起前行，又或者一起騎乘馬匹、乘坐運貨馬車或馬車前往陰間。一般來說，萬特讓人想到死亡，以及死者前往陰間的旅程，然而兩種形象是不同的，她於死亡一刻以及死者死後前往陰間時出現。作為靈魂嚮導，她是個仁慈的神祇，而其夥伴哈倫則相反，是個會具壓迫感的神祇。
萬特所持的火炬、鑰匙、書卷或寶劍，亦與其作為陰間嚮導的角色有關。火炬可以為前往陰間的亡魂照明，儘管有學者將之詮釋為其地位或職務的顯示；鑰匙則是代表開門的工具。此外，書卷可揭示更多有關此惡魔的本性，因為書卷刻有了萬特的名字。萬特被詮釋為命運女神，並透過此聯想，書卷則可能載有死者的命運。然而，總括而言，萬特被描述為年輕、有活力的女性陰間使者，有時會與其他萬特的雕塑，有時則與哈倫一起；她協助死者前往陰間。

## 其他伊特魯里亞的陰間神祇
其他伊特魯里亞的陰間神祇包括卡奴（Calu）、佩爾斯普涅（Persipnei）、杜爾姆斯（Turms）、艾塔（Aita）及庫爾蘇（Culsu）

## 資料來源
1. ↑  中華世紀壇藝術館編（2003年）：《羅馬的曙光——意大利伊特魯里亞文化》，236至237頁，北京：北京出版社
2. ↑  魯剛主編（1989年）：《世界神話辭典》，13至14頁，沈陽：遼寧人民出版社
3. ↑  Weber-Lehmann, C. 1986. “Vanth” LIMC VIII, 173-183. Zürich: Artemis. p.173
4. ↑  Loringhoff, B. 1986. Das Giebelrelief von Telamon und seine Stellung innerhalb der Ikonographie der “Sieben gegen Theben”, RM Erg.-H 27. passim
5. ↑  Scheffer, C. 1991. “Harbingers of Death? The Female Demon in Late Etruscan Funerary Art” In Munuscula Romana, edited by A. L. Touati, E. Rystedt, and Ö. Wikander, 43-50. Stockholm: Paul Ǻströms förlag. p. 56
6. ↑  See Scheffer, C. 1991. “Harbingers of Death? The Female Demon in Late Etruscan Funerary Art” In Munuscula Romana, edited by A. L. Touati, E. Rystedt, and Ö. Wikander, 43-50. Stockholm: Paul Ǻströms förlag. P.57-8 for a complete description and numerical analysis of the occurrence of Vanth figures in different scenes; also Weber-Lehmann, C. 1986. “Vanth” LIMC VIII, 173-183. Zürich: Artemis. P.173-9.
7. ↑  Paschinger, E. 1992. Die Etruskische Todesgötten Vanth. Wien: Verband der Wissenschaftlichen Gesellschaften Österreichs. p. 303
8. ↑  Scheffer, C. 1991. “Harbingers of Death? The Female Demon in Late Etruscan Funerary Art” In Munuscula Romana, edited by A. L. Touati, E. Rystedt, and Ö. Wikander, 43-50. Stockholm: Paul Ǻströms förlag. p. 57
9. ↑  Krauskopf, I. 1987. Todesdämonen und Totengötter im Vorhellenistischen Etrurien. Firenze: Olschki. p. 78-80
10. ↑  de Grummond, N. T. 2006. Etruscan Mythology, Sacred History and Legend: An Introduction. University of Pennsylvania Museum Publication. p. 213-4, 222

## 外部連結
- British Museum - Bronze statuette of Vanth
- Vanth. Encyclopedia Mythica from Encyclopedia Mythica Online., Accessed June 13, 2010 （页面存档备份，存于）